# Ala-Arriba!
Ala-Arriba! ist ein portugiesisches Filmdrama aus dem Jahr 1942.

## Handlung

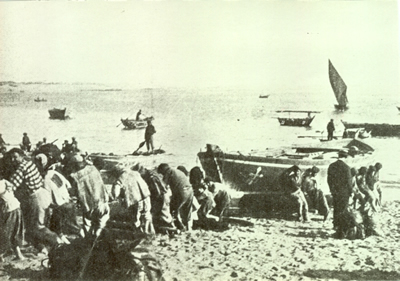
Ala-Arriba in Povoa da Varzim, Vorbild für die Szenen des Films

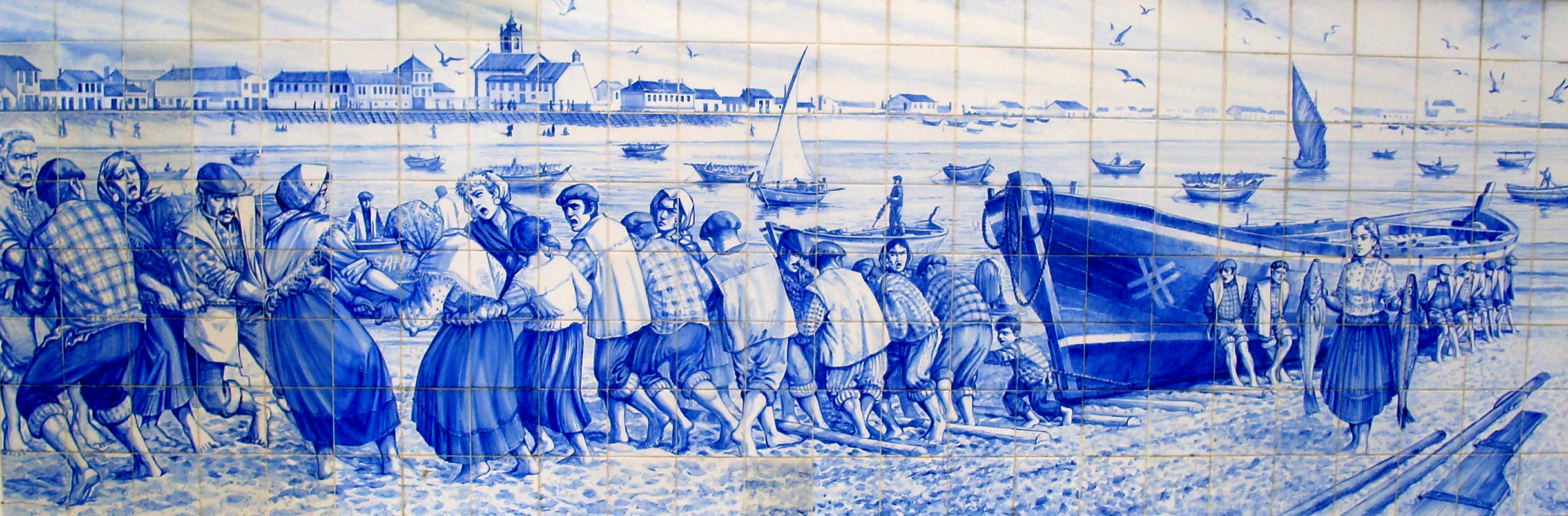
Azulejos mit einer Ala Arriba-Szene

Der Film spielt im Fischermilieu von Póvoa de Varzim, im Norden Portugals. Der Filmtitel geht auf den Ala-Arriba-genannten Akt des Boot-an-Land-Ziehens durch Menschenkraft zurück.
Erzählt wird die dramatische Geschichte der Liebe eines jungen Fischers zu der Tochter einer verfeindeten Fischersfamilie. Dabei wird das von menschlichen Abgründen gekennzeichnete Leben der Fischer angesichts der existenziellen Abhängigkeit vom bedrohlichen Meer gezeigt. Ihre schicksalhafte Beziehung zum Ozean und ihre mitunter gravierenden psychologischen und materiellen Nöte bestimmen das enge Miteinander in der dörflichen Gemeinschaft.

## Rezeption
Der Film wurde halb-dokumentarisch und, bis auf die beiden Hauptdarsteller, nur mit lokalen Fischern als Amateurschauspielern gedreht. Die im kontrastreichen Licht des Schwarzweißfilms wirkungsvoll inszenierten, markanten Gesichtskonturen der Fischerleute sind ein wesentliches Merkmal des Werks, und verstärken seine archaische Authentizität. Es ist, neben der Erzählung einer dramatischen Liebes- und Familiengeschichte, eine Dokumentation der Lebensrealität der Fischer, hier exemplarisch in Póvoa de Varzim gezeigt.
Der Film gilt als das erste Werk des Portugiesischen Films, der im Ausland einen Preis gewann. Er wurde 1942 mit der Coppa Mussolini ausgezeichnet, dem damaligen Hauptpreis der Internationalen Filmfestspiele von Venedig, der in dem Jahr letztmals vergeben wurde.
Ala-Arriba! erschien 2003 als DVD bei Lusomundo, mit weiteren, thematisch zum Fischer-Sujet passenden Kurzfilmen und Wochenschauberichten des Regisseurs Leitão de Barros im Bonusmaterial.